# Stricto sensu
Stricto sensu (o sensu stricto) è una locuzione latina (in sigla, "s.s."). L'espressione è traducibile con 'in senso stretto'. La locuzione di senso opposto è lato sensu (o sensu lato), che vale 'in senso lato'. 

## Utilizzo
In italiano viene usata per precisare che lo scrivente o il parlante intende riferirsi all'accezione più ristretta di un determinato concetto, termine, o espressione. Si trova con una certa frequenza nei testi che attengono al diritto, in cui viene preferita alla versione in lingua italiana sia per la maggior raffinatezza stilistica che per la maggior concisione. 